# 에버노트
에버노트(Evernote)는 2008년 출시된 메모용 스마트폰 애플리케이션이다. 구글 크롬, 모질라 파이어폭스, 아이폰, 안드로이드, 윈도우 폰, 마이크로소프트 윈도우, OS X와 같은 다양한 플랫폼에서 실행된다. 한 기기에서 메모를 작성할 경우, 다른 플랫폼끼리 메모 동기화가 가능하다. 녹음, 파일 첨부, 사진 저장, 저장한 메모에 대한 위치 정보 추가, 태그에 따른 메모 분류, 키워드에 따른 메모 검색, 텍스트, 이미지 및 링크를 포함하여 웹 페이지의 일부 또는 전체를 스크랩하는 클리핑 기능을 제공한다. 에버노트는 무료(베이직) 사용자에게 매 달 최대 60MB의 용량을, 플러스 사용자에게 1GB, 프리미엄 사용자에게 10GB를 제공한다.노트 애플리케이션 분야 세계 점유율 1위를 점하고 있으며, 2014년 5월 에버노트사는 자사의 블로그를 통해 1억명의 사용자를 돌파했다고 발표했다. 아시아-태평양 지역이 3500만으로 가장 많고, 중동과 아프리카와 유럽에서 3100만, 미국과 캐나다에서 2700만, 남미에서 800만의 사용자가 사용한다. 2015년 7월에는 1억 5천만명의 사용자를 돌파하였다.

## 주요 기능
- 자료 모으기
  - 웹브라우저 확장 프로그램 '웹클리퍼 (Web Clipper)'나 '클리어리 (Clearly)' 등을 이용하여 웹페이지를 손쉽게 스크랩할 수 있다.
  - 에버노트에서 제작한 명함프로그램, 스캔프로그램(scanable) 등을 이용하여 각종 자료를 에버노트에 담을 수 있다.
  - IFTTT 등의 프로그램을 이용하여 블로그 RSS 등의 데이터를 자동으로 에버노트에 저장할 수 있다.
  - 모든 에버노트 사용자는 자신의 고유 에버노트 이메일 주소를 가진다. 이 이메일 주소로 메일을 보낼 경우 메일이 에버노트로 저장된다. 예를 들어 이메일을 보내는 동시에 에버노트에 저장하고 싶을 경우 에버노트 이메일 주소를 참조 수신자에 넣으면 된다.
- 자료 관리하기
  - 태그와 노트북을 이용해서 노트를 관리할 수 있다. 태그와 노트북은 분류의 기준이 된다는 점에서 같다. 가장 큰 차이점은 노트 하나에 태그는 여러게 달릴 수 있지만 노트북은 그렇지 않다는 점이다. 한개의 노트는 한개의 노트북에만 담길 수 있다.
  - 검색 기능은 각종 파일안의 텍스트까지 검색할 수 있도록 도와준다. intitle:이나 tag: 등의 연산자를 사용하여 검색하는 것도 가능하다.
- 자료 공유하기
  - 노트를 다른 사람이 웹에서 볼 수 있도록 노트의 고유 웹주소를 만들 수 있다. 노트의 내용을 수정하여도 웹주소는 바뀌지 않는다.
  - 노트북 공유 기능을 이용하여 공동의 자료 관리 공간을 만들 수 있다. 또한 고유 URL을 만들어 노트북을 공개(publish)하는 것도 가능하다.
  - 에버노트 사용자간의 채팅 기능인 워크챗을 통해 대화하고 노트를 주고 받을 수 있다.

## 에버노트를 사용하는 유명인
- 이어령[8]
- 김정운[9]

## 같이 보기
- 네이버 Keep